# Томиславград
Томиславград (хорв. Tomislavgrad) — город в юго-западной части Боснии и Герцеговины. Центр одноимённой общины, которая входит в 10-й кантон Федерации Боснии и Герцеговины.

## Название
Название города означает буквально «Город Томислава». Этим названием был заменен исторический топоним Дувно в 1925 году королём Югославии Александром I, в честь короля Томислава, который в этой местности в 925 был возведен на престол в качестве короля Хорватии. После Второй мировой войны социалистическая Югославия вернула первоначальное название Дувно. В 1990 город был снова переименован в Томиславград. Несмотря на это, местных жителей часто называют «Duvnjaci» (дувняки, жители Дувно), а сам город часто именуют «Дувно». Кроме того, город иногда называют просто «Томислав». Римско-католическая епархия в этом крае до сих пор называется Епархия Мостар-Дувно. Название Дувно (ранний вариант Думно) происходит от иллирийского слова d’lmno, что значит «пастбище» и соответственно dalma (dëlma), что означает овца, а следовательно, название города сродни названию одной из трех основных исторических составляющих Хорватии — Далмации. Во времена Римской империи город назывался Delminium, а в период Королевства Хорватия — Županjac. Под властью Османской империи селение называлось Županj-potok, а во времена господства Австро-Венгрии — Županjac.

## Положение
Томиславград расположен в 38 км от города Ливно, столицы 10-го Кантона Федерации Боснии и Герцеговины, в 88 км от Мостара, в 162 км от Сараево, в 161 км от Баня-Луки и в 91 км от Сплита.

## Демография

### 1971
Всего 33 135 жителей
- Хорваты — 29 272 (88,34 %)
- Мусульмане — 2 760 (8,32 %)
- Сербы — 970 (2,92 %)
- Югославы — 40 (0,12 %)
- Другие — 93 (0,30 %)

### 1981
Всего 30 666 человек
- Хорваты — 26 712 (87,10 %)
- Мусульмане — 2 895 (9,44 %)
- Сербы — 671 (2,18 %)
- Югославы — 256 (0,83 %)
- Другие — 132 (0,45 %)

### 1991
В 1991 году в муниципалитете Томиславград проживало 30 009 человек, в том числе:
- 25 976 хорватов (86,56 %)
- 3 148 мусульман (10,49 %)
- 576 сербов (1,91 %)
- 107 югославов (0,35 %)
- 202 других или неизвестных (0,69 %)

Сам город насчитывал 5 993 жителя, в том числе:
- 67 % хорватов
- 27 % мусульман
- 4 % сербов
- 1 % югославов
- 1 % других

## История

### Древние времена
Первоначально местность населяло иллирийское племя далматов, которые основали в пределах нынешнего Томиславграда свой главный город Делминиум, который располагался на горе Либ. В начале 1-го века, после длительного и ожесточенного сопротивления, далматов покорили римляне и построили новый город Делминиум. Римский Делминиум расположился на месте нынешней римо-католической базилики, названной в честь первого хорватского святого Николая Тавелича.

### Королевство Хорватия
Хорваты заселили эту местность в 7-м веке, переименовывав поселение в Жупаняц. Земли вокруг Томиславграда играли важную роль в хорватской истории раннего средневековья. Как показывает Летопись попа Дуклянина, важнейшим событием этого периода был первый Совет (Сабор) Хорватии в 753 г. Именно на дувненской горе Либ с приходом хорватов в районе Дувна был заложен первый хорватский княжеский двор в Боснии и Герцеговине, где князь Будимир принимал послов папы Стефана II и византийского императора Константина V и где была завершена подготовка к Большому государственному и церковному Совету. На этом съезде государство было разделено на три основные области с несколькими меньшими самоуправляющимися краями, границы которых определялись административным делением Древнего Рима. Устанавливались способ управления, налоги и судопроизводство. На съезде составлялся протокол на латыни, который был сразу переведен на хорватский язык. В связи с отсутствием соответствующего термина в хорватском языке, опубликованную работу назвали греческим словом Methodos, то есть книга для системного управления государством. Methodos был первым письменным произведением, написанным на хорватском, как и вообще на славянском языке.
Принято считать, что именно на этом месте в 925 г. состоялась торжественная коронация короля Томислава. По свидетельству трактата Константина VII Багрянородного De Administrando Imperio, хорватское войско в то время насчитывало 60 000 конников, 100 000 пехотинцев, военно-морской флот в 80 крупных судов, на каждом из которых по 10—20 моряков. Таких сильных армий в тогдашней Европе было мало, что помогло Томиславу разбить венгров и болгар. После этих побед князь объединил все мелкие и крупные хорватские земли и города Сплит, Трогир, Задар, Осор, Раб и Крк в одную большую страну. Бесспорным знаком усиления могущества хорватского государства была хорватская королевская корона, которую вместе с мечом и щитом прислал Томиславу папа Иоанн X.

### Королевство Босния
Дувненское поле с городом Жупаняц находилось во владении хорватских королей до второй половины 13-го века, когда оно перешло во владение дворянской семьи Шубичей, а в 1325 году — во власть бана Боснии Степана II Котроманича, оставаясь во владении его рода до турецкого завоевания.

### Османская империя и Австро-Венгрия
Османы властвовали в этой местности до 1878, после чего она стала частью Австро-Венгрии до развала последней в 1918.

### Королевство Югославия
В 1925 году Дувно был переименован в Томиславград королём Александром I. С образованием Хорватской бановины, Дувненский край вошел в её состав.

### Вторая мировая война
После образования Независимого государства Хорватия Дувно вошло в его состав. В историческом архиве в Мостаре хранится письмо следующего содержания: «Развалу Королевства Югославия хорваты из Дувно рады, сербы разочарованы, мнение мусульман — двое счастливых против одного несчастливого». Город печально прославился множеством военных преступлений, совершённых за годы войны: так, недалеко от города в деревне Луг-и-Кук от рук нацистов, усташей и четников погибли как минимум 83 человека. Уже в послевоенные годы город фактически был заклеймён как оплот хорватского национализма и фашизма.

### Коммунистическая Югославия
После того, как Томиславград был завоеван партизанами, он был переименован в Дувно. Как и большинство городов Западной Герцеговины, Томиславград носил клеймо про-усташского и про-фашистского края.
Во второй половине века город погряз в страшной нищете, и многие жители переселились в Загреб и Далмацию, а также уехали в Германию на заработки. Сегодня многие из уроженцев Томиславграда приезжают отовсюду к своим близким родственникам в город на выходные дни.
|  |  |  |

## Экономика

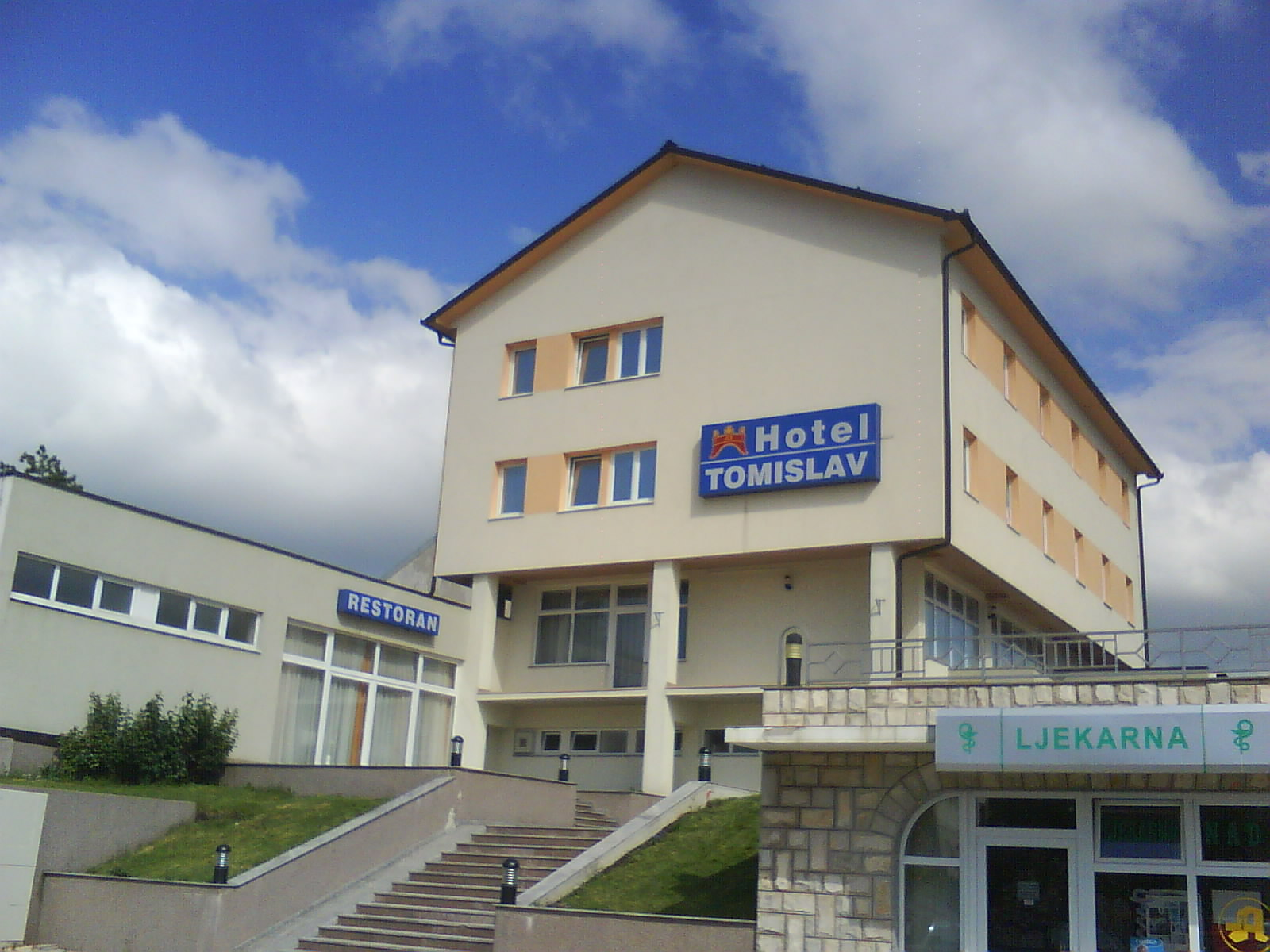
Отель «Томислав»

Сегодняшний Томиславград находится в очень тяжелом экономическом положении. Многие эмигрировали из него в 1960-х и 1970-х годах, но в основном во время войны в 1990-х годах. Большинство из них перебрались в Хорватию (преимущественно в Загреб), Западную Европу (Германия) и Австралию. Оставшиеся работают на стройках в Далмации и Загребе.
Среди фирм, работающих в городе, есть несколько крупных компаний, таких как кабельный завод «Kапис Томиславград», торговый центр «Продекс» и несколько транспортных и строительных компаний. Во время Боснийской войны была закрыта местная фабрика пластмасс, которая так и не возобновила работу.
В городе есть немало баров и букмекерских контор.

## Достопримечательности и культура
В центре города Томиславград возвышается величественный памятник в честь королю Томиславу I работы скульптора Венки Багарича из Загреба, установленный в 1990-х годах после войны в Боснии и Герцеговине.
Томиславград — место действия романа Ивицы Джикича «Цирк „Колумбия“», по которому в 2010 г. Данис Танович поставил одноименный фильм (где город не называется).